# De Vlaschaard (film uit 1983)
De Vlaschaard is een Belgische film uit 1983 van Jan Gruyaert, gebaseerd op het in 1907 gepubliceerde boek De vlaschaard van Stijn Streuvels. Het boek was in 1942-1943 reeds verfilmd als Wenn die Sonne wieder scheint.
Vic Moeremans die in de film de rol van boer Vermeulen speelde, won in 1983 het Gouden Kalf als beste acteur.

## Rolverdeling
| Acteur             | Personage             |
| ------------------ | --------------------- |
| Vic Moeremans      | Vader boer Vermeulen  |
| Dora van der Groen | Moeder Vermeulen      |
| René van Sambeek   | Zoon Louis Vermeulen  |
| Gusta Gerritsen    | Melkmeid Schellebelle |
| Benthe Forrer      | Louise                |
| Marc Peeters       | Ivo                   |
| Dirk Celis         | Bert                  |

## Dvd
De Vlaschaard is beschikbaar op dvd.